# Albany (Village, Vermont)
Albany ist ein Village in der Town Albany im Orleans County des Bundesstaates Vermont in den Vereinigten Staaten mit 166 Einwohnern (laut Volkszählung von 2020). Albany liegt im Westen der Town Albany von der es politisch und verwaltungstechnisch abhängig ist. Im Osten wird die Fläche des Villages vom Black River begrenzt. Die Vermont State Route 14 verläuft in nordsüdlicher Richtung durch das Village. Teilweise auf der alten Trasse der Bayley–Hazen Military Road, die nach Westen das Village verlässt.

## Geschichte
Ausgerufen wurde Albany am 27. Juni 1781, den Grant für Albany bekamen am 26. Juni 1782 Colonel Henry E. Lutherloh und Major Thomas Cogswell sowie weitere. Die Town wurde Lutterloh nach Colonel Henry Emannuel Lutterloh benannt. Am 13. Oktober 1815 wurde der Name zu Albany geändert.
Mit eigenständigen Rechten wurde das Village Albany im Jahr 1915 versehen. Bereits 1779 erreichte mit der Bayley–Hazen Military Road die erste Straße Albany.

### Einwohnerentwicklung
| Jahr      | 1900 | 1910 | 1920 | 1930 | 1940 | 1950 | 1960 | 1970 | 1980 | 1990 |
| --------- | ---- | ---- | ---- | ---- | ---- | ---- | ---- | ---- | ---- | ---- |
| Einwohner |      |      | 152  | 189  | 200  | 196  | 169  | 175  | 174  | 180  |
| Jahr      | 2000 | 2010 | 2020 | 2030 | 2040 | 2050 | 2060 | 2070 | 2080 | 2090 |
| Einwohner | 165  | 193  | 166  |      |      |      |      |      |      |      |

Volkszählungsergebnisse Albany Village, Vermont